# Riley Reid
Riley Reid, pseudonimo di Ashley Mathews (Loxahatchee, 9 luglio 1991), è un'attrice pornografica statunitense.

## Biografia
Nata a Loxahatchee, un'area non incorporata della Florida il 9 luglio 1991. Ha ascendenze dominicane, gallesi, irlandesi, olandesi, portoricane e tedesche ed ha vissuto a Carol City, Fort Lauderdale, Miami e Tampa.
Ha studiato psicologia all'Università Internazionale della Florida con l'intenzione di diventare un'insegnante, ma abbandonò gli studi a causa di problemi economici ed iniziò ad esibirsi come spogliarellista fin quando una sua amica non le parlò della possibilità di iniziare una carriera nel mondo del porno.
Ha iniziato a girare scene pornografiche come attrice nel 2011 all'età di diciannove anni utilizzando inizialmente il suo nome di nascita; tuttavia dopo aver girato alcune scene per Bang Bros ha scoperto l'esistenza di un'attrice porno omonima ed ha quindi iniziato a usare lo pseudonimo di Riley Reid. Rappresentata dall'agente Mark Spiegler, è comparsa nel film In the VIP di Reality Kings.
Nel 2013 LA Weekly l'ha posizionata all'ottavo posto nella lista delle dieci pornodive che potrebbero essere la prossima Jenna Jameson.
Ha girato la sua prima scena di sesso interrazziale in Mandingo Massacre 6, scena per cui ha ricevuto un AVN Award nel 2014; le sue prime scene di sesso anale e doppia penetrazione sono presenti nel film Being Riley del 2015, per le quali ha vinto 3 AVN Awards. È stata anche la prima attrice a vincere entrambi gli XBIZ Awards come Best New Starlet nel 2013 e Female Performer of the Year nel 2014.
È inoltre apparsa nella lista delle più popolari stelle del porno secondo CNBC nel 2014, 2015 e 2016. Nel 2017 ha condotto l'edizione annuale degli AVN Awards insieme ad Aspen Rae.
Nel marzo 2024 fa una apparizione nel videoclip di Boobs, singolo del gruppo musicale russo Little Big.
Nel 2025, dopo una pausa di oltre tre anni dall'industria pornografica, torna a girare una scena con studio di produzione professionale come Dorcel nel film Strip diretto da Ricky Greenwood.

## Vita privata
Il 27 giugno 2021 ha sposato il freerunner lettone Pavel "Pasha" Petkuns, con cui ha avuto una figlia.

## Filmografia parziale

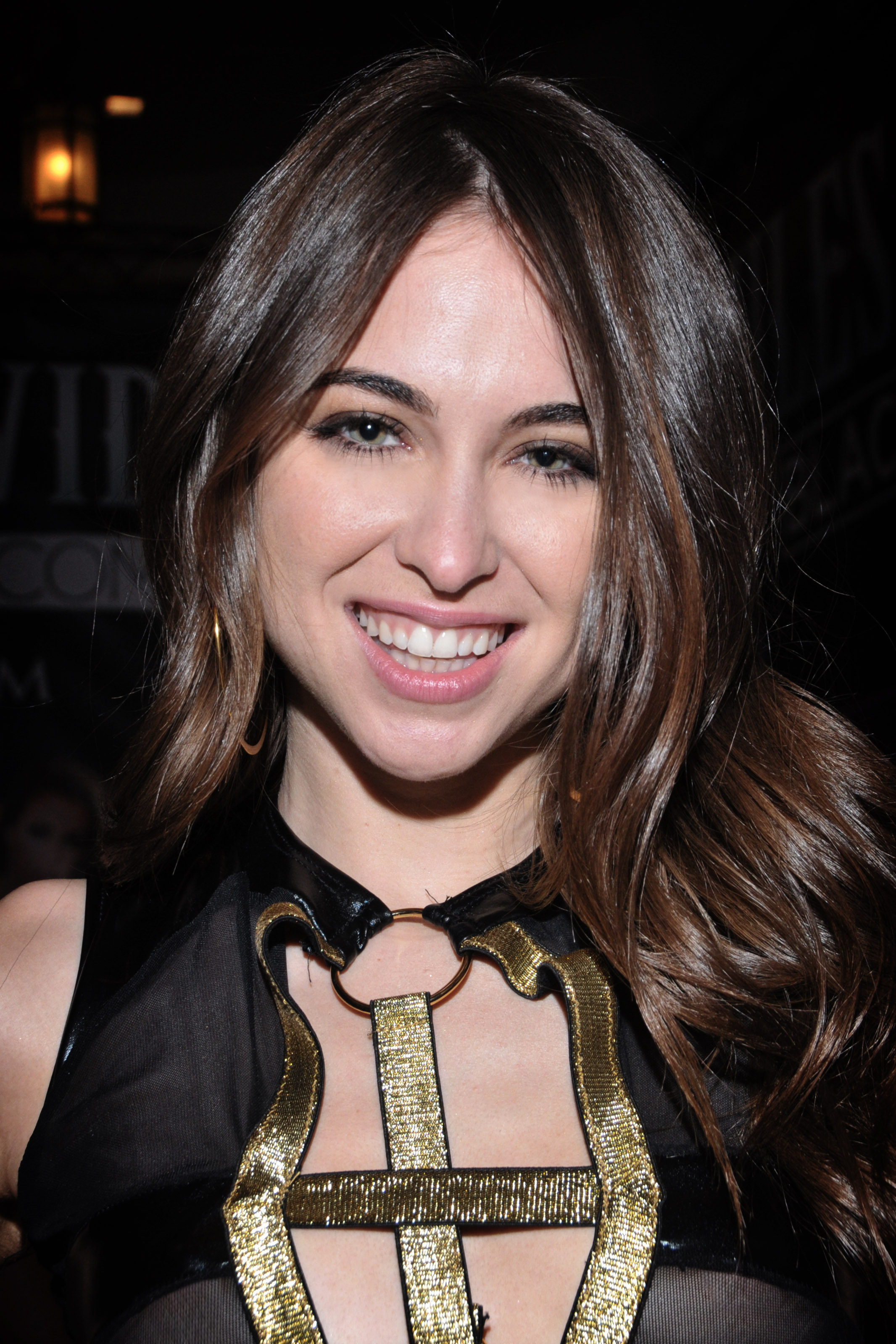
Riley Reid all'AVN Adult Entertainment Expo di Las Vegas nel gennaio 2016

### Attrice
- College Rules - Serie TV - Foos my balls baby! (2010)
- Facial Fest - Serie TV - Perfetct Mix! (2011)
- Real Slut Party - Serie TV - Cinco de Fucko (2011)
- She's New! - Serie TV - Bathroom Fun (2011)
- Cougars Crave Young Kittens 8 (2011)
- Angel Face 2 (2011)
- Teach Me 2 (2011)
- Mark's Head Bobbers Hand Jobbers (2011)
- Lollipop Girls (2011)
- Cock Sucking Challenge 12 (2011)
- Nacho Vidal: The Sexual Messiah (2012)
- Ultimate Fuck Toy: Riley Reid (2012)
- The Friend Zone (2012)
- So Young So Sexy P.O.V. 5 (2012)
- Spinners (2012)
- Panty Pops 5  (2012)
- The Innocence of Youth (2012)
- Sloppy Head 4 (2012)
- Cuties 3 (2012)
- Babysitter Diaries 7 (2012)
- Hot Teen Next Door 6 (2012)
- Brand New Faces 36: Natural Newbies Edition (2012)
- Slut Puppies 6 (2012)
- Revenge of the Petites (2012)
- Slurpy Throatsluts (2012)
- Corrupt Schoolgirls (2012)
- Moms Bang Teens (2012)
- Horny Bondage Girlfriends (2012)
- Good Girls Have Great Soles (2012)
- The Sex Boutique: Glory Holes (2012)
- Summer's Bondage Romp (2012)
- Sweet Tasty Feet (2012)
- Couples Seeking Teens 9 (2012)
- After School Slut Club (2012)
- Young and Glamorous 3 (2012)
- The Babysitter Volume 6 (2012)
- Dangerous Diva Evens the Score (2012)
- Babes in Body Wrap (2012)
- Secretaries in Peril (2012)
- Our Feet Are Sole Mates (2012)
- I Know That Girl (2011-2012)
- Father Figure 2 (2012)
- Corrupt Schoolgirls, Volume 2 (2012)
- Breakin' 'Em in 17 (2012)
- Throat Fucks 4 (2012)
- Mofos: I Know That Girl 8 (2012)
- Lexi (2012)
- Filthy Family 7: Moms & Daughters (2012)
- Girls in White 2012 3 (2012)
- Crack Fuckers 2 (2012)
- Fill 'Er Up (2012)
- That Horny Little Cheerleader (2012)
- The Masseuse 3 (2012)
- Mandingo Massacre 6 (2012)
- Old Friends (2012)
- Teen Fidelity (2012)
- Secret Lesbian Diaries (2012)
- Slutty & Sluttier 18 (2012)
- My Daughter's Boyfriend 7 (2012)
- Teen Babysitters 3 (2012)
- Spandex Loads 3 (2012)
- On the Top of Pleasure (2012)
- North Pole #95 (2012)
- KissMe Girl 10 (2012)
- Anal Sweetness (2013)
- Best New Starlets 2013 (2013)
- The Submission of Emma Marx (2013)
- Mandingo Massacre 7 (2013)
- For Sale (2013)
- Bedhead... And Morning Sex (2013)
- Amazing Asses 6 (2013)
- Remy 2 (2013)
- Father Figure 3 (2013)
- Girl Fever (2013)
- Feeding Frenzy 11 (2013)
- How to Train a Delinquent Teen 3 (2013)
- Massive Facials 6 (2013)
- Born Flirty (2013)
- Schoolgirl P.O.V. 9 (2013)
- Troublemakers (2013)
- Throated 42 (2013)
- Hair Down There 2 (2013)
- Milf Soup (2013)
- The Little Spermaid: A Dreamzone Parody (2013)
- Orgy Masters 3 (2013)
- Facial Violation 2 (2013)
- Sex and Submission – serie TV (2013)
- Foot Worship 31069 - cortometraggio -  (2013)
- Foot Worship - serie TV (2013)
- Baby Needs a Black Cock (2013)
- Electrosluts – serie TV (2013)
- I Have a Wife 23 (2013)
- American Cocksucking Sluts 3 (2013)
- Public Disgrace (2013)
- Lesbian Ghost Stories (2013)
- Squirt with Me (2013)
- Too Big for Teens 12 (2013)
- Squirt Gasms! (2013)
- I Like Black Boys 9 (2013)
- Bitter Sweet (2013)
- Meow! 3 (2013)
- One Night Stands 2 (2013)
- Amateur POV Auditions (2013)
- Babysitter Diaries 11 (2013)
- Pornstar Spa (2013)
- Lex Poles Little Holes (2013)
- Laverne & Shirley XXX: A DreamZone Parody (2013)
- Mean Cuckold (2013)
- Hot Lesbian Love (2013)
- Viewer Discretion Is Advised (2013)
- Foot Fanatic (2013)
- The Seduction of Riley Reid: An All Girl Gang Bang Fantasy (2013)
- Lesbian Threesomes 2 (2013)
- Prince Yahshua's Lil' Mamas (2013)
- Teen Cock Suckers (2013)
- Manuel Ferrara: Reverse Gangbang (2013)
- Daddy's Girls (2013)
- Invading My Privacy 2 (2013)
- Anikka (2013)
- The Masseuse 5 (2013)
- Sweet Petite (2013)
- Grease XXX: A Parody (2013)
- Black Owned 5 (2013)
- Teens Love Huge Cocks (2013)
- She's Gonna Squirt 3 (2013)
- Black Bi Cuckolding 14 (2013)
- Nylons 12 (2013)
- Lush 4 (2013)
- Rocco's Coming in America (2013)
- The Exhibitionist (2013)
- The Brother Load 5 (2013)
- Big Mouthfuls – serie TV (2013)
- Incestuous (2013)
- Performers of the Year 2014 (2013)
- Lollipop (2013)
- Oil Overload 10 (2013)
- Breakin' 'Em in 19 (2013)
- The Perfect Secretary 3: The New Recruit (2013)
- Public Disgrace 30896 (2013)
- KissMe Girl 21 (2013)
- KissMe Girl 18 (2013)
- KissMe Girl 14 (2013)
- Fucking Machines 19018 (2013)
- All Natural Glamour Solos IV (2013)

### Regista
- Riley's Birthday Wish (2017)

## Riconoscimenti
| Anno | Risultato       | Categoria | Film                                                                     |
| ---- | --------------- | --- | ------------------------------------------------------------------------ |
| 2013 | Candidato/a     | Best All-Girl Group Sex Scene (con Ashley Jane e Leilani Leeane)                                                                    | Revenge of the Petites                                                   |
| 2013 | Candidato/a     | Best Boy/Girl Sex Scene (con Voodoo)                                                                                                | Ultimate Fuck Toy: Riley Reid                                            |
| 2013 | Candidato/a     | Best POV Sex Scene (con Lily Carter e Jules Jordan)                                                                                 | Ultimate Fuck Toy: Riley Reid                                            |
| 2013 | Candidato/a     | Best New Starlet | N.D.                                                                     |
| 2014 | Candidato/a     | Best All-Girl Group Sex Scene (with Cici Rhodes, Jodi Taylor, Lotus Rain e Melody Jordan)                                           | The Seduction of Riley Reid                                              |
| 2014 | Vincitore/trice | Best Boy/Girl Scene (con Mandingo)                                                                                                  | Mandingo Massacre 6                                                      |
| 2014 | Vincitore/trice | Best Girl/Girl Sex Scene (con Remy LaCroix)                                                                                         | Girl Fever                                                               |
| 2014 | Candidato/a     | Best Group Sex Scene (con Anikka Albrite, Ashley Fires, Dillion Harper, Manuel Ferrara, Mischa Brooks e Remy LaCroix)               | Manuel Ferrara's Reverse Gangbang                                        |
| 2014 | Candidato/a     | Best Oral Sex Scene (con Anikka Albrite)                                                                                            | American Cocksucking Sluts 3                                             |
| 2014 | Candidato/a     | Best POV Sex Scene (con Xander Corvus)                                                                                              | Schoolgirl POV 9                                                         |
| 2014 | Candidato/a     | Best Tease Performance | Best New Starlets 2013                                                   |
| 2014 | Candidato/a     | Best Three-Way Sex Scene – Boy/Boy/Girl (con Lexington Steele e Prince Yahshua)                                                     | Lex Poles Little Holes                                                   |
| 2014 | Vincitore/trice | Best Three-Way Sex Scene - Girl/Girl/Boy (con Manuel Ferrara e Remy LaCroix)                                                        | Remy 2                                                                   |
| 2014 | Candidato/a     | Female Performer of the Year | N.D.                                                                     |
| 2015 | Candidato/a     | Best Boy/Girl Sex Scene (con Ramón Nomar)                                                                                           | Sweet Petite                                                             |
| 2015 | Candidato/a     | Best Solo/Tease Performance | Sweet Petite                                                             |
| 2015 | Candidato/a     | Best Oral Sex Scene | Cum Crossfire                                                            |
| 2015 | Candidato/a     | Best Three-Way Sex Scene – Girl/Girl/Boy (con James Deen e Sara Luvv)                                                               | Oil Overload 11                                                          |
| 2015 | Candidato/a     | Female Performer of the Year | N.D.                                                                     |
| 2015 | Candidato/a     | Best Porn Star Website | RileyReid.com                                                            |
| 2015 | Candidato/a     | Favorite Female Pornostar (Fan Award)                                                                                               |                                                                          |
| 2015 | Candidato/a     | Social Media Star (Fan Award) |                                                                          |
| 2016 | Candidato/a     | Best All-Girl Group Sex Scene (con Aidra Fox e Remy LaCroix)                                                                        | Meet Aidra Fox                                                           |
| 2016 | Vincitore/trice | Best Anal Sex Scene (film) (con Mick Blue)                                                                                          | Being Riley                                                              |
| 2016 | Vincitore/trice | Best Double Penetration Sex Scene (con Erik Everhard e James Deen)                                                                  | Being Riley                                                              |
| 2016 | Vincitore/trice | Best Girl/Girl Sex Scene (con Aidra Fox)                                                                                            | Being Riley                                                              |
| 2016 | Candidato/a     | Best Group Sex Scene (con Prince Yahshua, Richelle Ryan, Summer Brielle, Valentina Nappi e Veruca James)                            | Prince the Punisher                                                      |
| 2016 | Candidato/a     | Best Solo/Tease Performance | Bush 4                                                                   |
| 2016 | Candidato/a     | Best Three-Way Sex Scene – Boy/Boy/Girl (con Jon Jon e Nat Turnher)                                                                 | Interracial Ambush                                                       |
| 2016 | Candidato/a     | Best Three-Way Sex Scene – Girl/Girl/Boy (con Romi Rain e Xander Corvus)                                                            | My Sinful Life                                                           |
| 2016 | Vincitore/trice | Female Performer of the Year | N.D.                                                                     |
| 2016 | Vincitore/trice | Favorite Female Performer (Fan Award)                                                                                               | N.D.                                                                     |
| 2016 | Vincitore/trice | Social Media Star (Fan Award) | N.D.                                                                     |
| 2017 | Candidato/a     | Best All-Girl Group Sex Scene (con Dani Daniels e Skin Diamond)                                                                     | Dirty Daniels                                                            |
| 2017 | Candidato/a     | Best Anal Sex Scene (con Joss Lescaf)                                                                                               | Interaccial and Anal 3                                                   |
| 2017 | Vincitore/trice | Best Girl/Girl Sex Scene (con Reena Sky)                                                                                            | Missing: a Lesbian Crime Story                                           |
| 2017 | Candidato/a     | Best Oral Sex Scene (con Mike Adriano e Veronica Rodriguez)                                                                         | Slobber River BJs                                                        |
| 2017 | Candidato/a     | Best Three-Way Sex Scene – Boy/Boy/Girl (con Ryan McLane e Ryan Ryder)                                                              | Riley Reid Overexposed                                                   |
| 2017 | Candidato/a     | Best Three-Way Sex Scene – Girl/Girl/Boy (con Melissa Moore e Keiran Lee)                                                           | Sibling Rivalry 1                                                        |
| 2017 | Candidato/a     | Female Performer of the Year |                                                                          |
| 2018 | Candidato/a     | Best All-Girl Group Sex Scene (con Adriana Checkik e Veronica Rodriguez)                                                            | Performers of the Year 2017                                              |
| 2018 | Candidato/a     | Best Boy/Girl Sex Scene (con Ryan Madison)                                                                                          | 2:27:48 Real Time Sex                                                    |
| 2018 | Candidato/a     | Best Double Penetration Sex Scene (con Bill Bailey e James Deen)                                                                    | Riley's Birthday Wish                                                    |
| 2018 | Candidato/a     | Best Girl/Girl Sex Scene (con Kendra Sunderland)                                                                                    | Unexpected Feelings                                                      |
| 2018 | Candidato/a     | Best Group Sex Scene (con Abella Danger, August Ames, Jean Valjean e Mick Blue)                                                     | Young and Beautiful 3                                                    |
| 2018 | Candidato/a     | Best Group Sex Scene (con Filthty Rich, Jessy Jones, John Strong, Mick Blue, Small Hands, Markus Dupree, Chad Alva e Xander Corvus) | Gangbang of Riley Reid                                                   |
| 2018 | Candidato/a     | Best Solo/Tease Performance | Riley's Birthday Wish                                                    |
| 2018 | Candidato/a     | Best Three-Way Sex Scene – Girl/Girl/Boy (con Megan Rain e Mick Blue)                                                               | Young and Beautiful 1                                                    |
| 2018 | Candidato/a     | Female Performer of the Year |                                                                          |
| 2019 | Candidato/a     | Best Boy/Girl Sex Scene (con Tommy Pistol)                                                                                          | Killer Blowjobs                                                          |
| 2019 | Candidato/a     | Best Group Sex Scene (con Jill Kassidy, Melissa Moore e Jean Valjean )                                                              | New Year's Kiss                                                          |
| 2019 | Candidato/a     | Best Solo/Tease Performance (con Chloe Cherry e Abbie Maley )                                                                       | Space Sluts                                                              |
| 2019 | Candidato/a     | Best Three-Way Sex Scene – Girl/Girl/Boy (con Abella Danger e Rob Piper)                                                            | Love Drunk                                                               |
| 2019 | Vincitore/trice | Social Media Star (Fan Award) |                                                                          |
| 2019 | Candidato/a     | Female Performer of the Year |                                                                          |
| 2020 | Vincitore/trice | Best All-Girl Group Sex Scene (con Angela White e Katrina Jade)                                                                     | I Am Riley                                                               |
| 2020 | Vincitore/trice | Best Double Penetration Sex Scene (con Ramon Nomar e Markus Dupree)                                                                 | I Am Riley                                                               |
| 2020 | Candidato/a     | Best Group Sex Scene (con Aurora Belle, Izzy Lush e Markus Dupree)                                                                  | Roller Girls                                                             |
| 2020 | Candidato/a     | Best Group Sex Scene (con Alex Jones, Gabbie Carter, Oliver Davis, Michael Vegas, Small Hands e Vicky Chase)                        | Relentless (II)                                                          |
| 2020 | Candidato/a     | Best Three-Way Sex Scene – Girl/Girl/Boy (con Izzy Lush e Isiah Maxwell)                                                            | Sluts in Stockings 2                                                     |
| 2020 | Candidato/a     | Best Transgender One-on-one Sex Scene (con Natalie Mars)                                                                            | Human                                                                    |
| 2020 | Candidato/a     | Favorite Female Porn Star (Fan Award)                                                                                               |                                                                          |
| 2020 | Candidato/a     | Social Media Star (Fan Award) |                                                                          |
| 2020 | Candidato/a     | Female Performer of the Year |                                                                          |
| 2020 | Candidato/a     | Mainstream Venture of the Year |                                                                          |
| 2021 | Vincitore/trice | Best All-Girl Group Sex Scene (con Emily Willis e Kristen Scott)                                                                    | Paranormal                                                               |
| 2021 | Candidato/a     | Best Boy/Girl Sex Scene (con Ramon Nomar)                                                                                           | Sluts In Stockings 3                                                     |
| 2021 | Candidato/a     | Best Directing – Site/Network Content                                                                                               |                                                                          |
| 2021 | Candidato/a     | Best Girl/Girl Sex Scene (con Abbie Maley)                                                                                          | Lethal Lust 2                                                            |
| 2021 | Candidato/a     | Best Three-Way Sex Scene – Girl/Girl/Boy (con Abbie Maley e Oliver Davis)                                                           | Girl's Day                                                               |
| 2021 | Candidato/a     | Favorite Female Porn Star (Fan Award)                                                                                               |                                                                          |
| 2021 | Candidato/a     | Mainstream Venture of the Year |                                                                          |
| 2022 | Candidato/a     | Best Girl/Girl Sex Scene (con Ryan Reid)                                                                                            | Bad Company                                                              |
| 2022 | Vincitore/trice | Best Oral Sex Scene (con Skin Diamond e Winston Burbank)                                                                            | Oral Queens Riley Reid And Skin Diamond Give Spit Filled, Sloppy Blowjob |
| 2025 |                 | Hall of Fame - Video Branch |                                                                          |

| Anno | Risultato       | Categoria                        |
| ---- | --------------- | -------------------------------- |
| 2012 | Vincitore/trice | Best New Starlet (Editor Choice) |
| 2018 | Candidato/a     | Best Female Performer            |
| 2018 | Candidato/a     | Social Media Star of the Year    |
| 2019 | Candidato/a     | Best Actress                     |
| 2019 | Candidato/a     | Best Body                        |
| 2019 | Candidato/a     | Best Social Media Star           |

| Anno | Risultato       | Categoria | Film                                      |
| ---- | --------------- | --- | ----------------------------------------- |
| 2013 | Vincitore/trice | Best New Starlet                                                                                                   | N.D.                                      |
| 2013 | Candidato/a     | Best Actress– Feature Movie                                                                                        | The Friend Zone                           |
| 2013 | Candidato/a     | Best Actress– Couples-Themed Release                                                                               | The Friend Zone                           |
| 2013 | Candidato/a     | Best Scene– Feature Movie (con Anthony Rosano)                                                                     | The Friend Zone                           |
| 2014 | Vincitore/trice | Female Performer of the Year                                                                                       | N.D.                                      |
| 2014 | Vincitore/trice | Best Actress – Parody Release                                                                                      | Grease XXX: A Parody                      |
| 2014 | Vincitore/trice | Best Supporting Actress                                                                                            | The Submission of Emma Marx               |
| 2015 | Candidato/a     | Female Performer of the Year                                                                                       | N.D.                                      |
| 2015 | Candidato/a     | Crossover Star of the Year                                                                                         | N.D.                                      |
| 2015 | Candidato/a     | Best Supporting Actress                                                                                            | Lollipop                                  |
| 2015 | Candidato/a     | Best Scene – Non-Feature Release (con Mark Wood)                                                                   | Who's Your Daddy? Vol. 16                 |
| 2016 | Candidato/a     | Female Performer of the Year                                                                                       | N.D.                                      |
| 2016 | Vincitore/trice | Best Supporting Actress                                                                                            | The Submission of Emma Marx 2: Boundaries |
| 2016 | Candidato/a     | Best Sex Scene – Feature Release (con Anthony Rosano)                                                              | Saving Humanity                           |
| 2016 | Candidato/a     | Best Sex Scene – All-Girl (con Andy San Dimas, Ana Foxxx, Cindy Starfall, Sinn Sage e Tara Lynn Foxx)              | Saving Humanity                           |
| 2016 | Candidato/a     | Best Sex Scene – Gonzo Release (con Prince Yahshua, Richelle Ryan, Summer Brielle, Valentina Nappi e Veruca James) | Prince the Punisher                       |
| 2016 | Candidato/a     | Best Sex Scene – All-Sex Release (con Mick Blue)                                                                   | Being Riley                               |
| 2016 | Vincitore/trice | Best Sex Scene – Couples-Themed Release (con Romi Rain e Xander Corvus)                                            | My Sinful Life                            |
| 2017 | Vincitore/trice | Best Sex Scene – All-Sex Release (con Jon Jon e Toni Ribas)                                                        | What's Next?                              |
| 2017 | Vincitore/trice | Best Sex Scene – Virtual Reality                                                                                   | On Set With Riley Reid                    |
| 2017 | Candidato/a     | Female Performer of the Year                                                                                       |                                           |
| 2018 | Candidato/a     | Best Sex Scene – Feature Release (con Van Wylde, Damon Dice e Violet Starr)                                        | Submission of Emma Marx: Evolved          |
| 2018 | Candidato/a     | Best Sex Scene – All-Girl Release (con Elsa Jean)                                                                  | Girls That Like Girls                     |
| 2018 | Candidato/a     | Best Sex Scene – All-Sex Release (con Ryan Madison)                                                                | 2:27:48 Real Time Sex                     |
| 2018 | Candidato/a     | Best Sex Scene – Vignette Release (con Carter Cruise e Manuel Ferrara)                                             | Threesome Fantasies 1                     |
| 2018 | Candidato/a     | Best Supporting Actress                                                                                            | Submission of Emma Marx: Evolved          |
| 2018 | Candidato/a     | Female Performer of the Year                                                                                       |                                           |
| 2019 | Candidato/a     | Best Actress– Feature Movie                                                                                        | Cursed XXX                                |
| 2019 | Candidato/a     | Best Sex Scene – Virtual Reality (con Angela White e Tommy Gunn)                                                   | New Year's Lay                            |
| 2019 | Candidato/a     | Female Performer of the Year                                                                                       |                                           |
| 2020 | Candidato/a     | Best Sex Scene – All-Girl (con Abella Danger)                                                                      | Holding Out And Giving In                 |
| 2020 | Candidato/a     | Best Sex Scene – All-Girl (con Angela White e Katrina Jade)                                                        | I Am Riley                                |
| 2020 | Candidato/a     | Best Sex Scene – Vignette (con Alex Jones, Gabbie Carter, Oliver Davis, Michael Vegas, Small Hands e Vicky Chase)  | Relentless (II)                           |
| 2020 | Candidato/a     | Best Sex Scene – Vignette (con James Deen)                                                                         | Dark Perversions 8                        |
| 2020 | Candidato/a     | Crossover Star of the Year                                                                                         |                                           |
| 2020 | Candidato/a     | Female Performer of the Year                                                                                       |                                           |
| 2021 | Candidato/a     | Best Sex Scene – Gonzo (con Markus Dupree)                                                                         | Anal Craving Satisfaction                 |
| 2021 | Candidato/a     | Best Sex Scene – Gonzo (con Chris Strokes)                                                                         | Anal Savages 5                            |
| 2021 | Candidato/a     | Best Sex Scene – Vignette (con Alex Jones, Gabbie Carter, Oliver Davis, Michael Vegas, Small Hands e Vicky Chase)  | Relentless (II)                           |
| 2022 | Candidato/a     | Best Sex Scene – All-Girl (con Ryan Reid)                                                                          | Auditions                                 |
| 2022 | Candidato/a     | Premium Social Media Star of the Year                                                                              |                                           |